# Bryant Tuckerman
Louis Bryant Tuckerman III est un mathématicien et cryptologue américain, né le 28 novembre 1915 à Lincoln et mort le 19 mai 2002 à Briarcliff Manor (New York), connu pour sa participation au développement du Data Encryption Standard.

## Biographie
Bryant Tuckerman étudie les mathématiques à l'Université de Princeton, études interrompues par des travaux de développement de navigation pour les chars pendant la Seconde Guerre mondiale. En 1947, il obtient son doctorat à Princeton avec une thèse sur la topologie (The Embedding of Products and Joins of Complexes in Euclidian Spaces). Il enseigne ensuite les mathématiques à l'Université Cornell et à l'Oberlin College pendant plusieurs années, puis rejoint le groupe informatique de John von Neumann à l'Institute for Advanced Study, où reste cinq ans. Il passe les 35 années restantes de sa carrière en tant que mathématicien chez IBM au Thomas J. Watson Research Center.
Bryant Tuckerman fait partie de l'équipe qui, dans les années 1970, développe le Data Encryption Standard chez IBM; il continue à travailler en cryptographie et sécurité des données.
En 1962, Bryant Tuckerman publie des tables d'éphémérides historiques sur le soleil, la lune et les planètes des années 601 av. J.-C. à 1649 apr. J.-C.. Ces tables étaient surtout utilisées par les historiens. En 1971, il découvre le 24e nombre de Mersenne qui, à l'époque, est le plus grand nombre premier connu,. Ce nombre est :
{\displaystyle 2^{19937}-1}.
Il publie aussi des tables de factorisations
En tant qu'étudiant à Princeton, lui et d'autres camarades (tels que John W. Tukey, Richard Feynman) se sont également consacrés au jeu de pliage de papier Flexagone (et ses aspects topologiques), jeu introduit par l'étudiant britannique Arthur Harold Stone en 1939. Le jeu est ensuite popularisé par Martin Gardner.